# En farlig Leg (amerikansk film fra 1917)
En farlig Leg er en amerikansk stumfilm fra 1917 af Maurice Tourneur.

## Medvirkende
- Elsie Ferguson som Lady Katharine 'Kitty' Wyverne
- Lumsden Hare som Sir Claude Wyverne
- Pedro de Cordoba som Benchaalal
- Macey Harlam som Archmed
- Alex Shanno